# Konrad Görler
Konrad Görler (* 24. Mai 1936 in Berlin; † 25. April 2012 ebenda) war ein deutscher Geologe.
Konrad Görler wuchs als Sohn des Fabrikanten Ernst Görler und dessen Frau Fanny, einer Lehrerin, in Berlin auf. Schon zum Ende seines Geologiestudiums an der Freien Universität Berlin forschte er mit einem Projekt zwischen Alpen und Apennin an seinem lebenslangen Schwerpunkt, den Gebirgen des Mittelmeerraums. Aus diesem Projekt entstand auch seine Dissertation, mit der er 1962 promoviert wurde.
Nach seiner Habilitation über Teile des südlichen Apennin war er ab 1970 bis zum Eintritt in den Ruhestand im Jahr 1998 Professor für Geologie an der Freien Universität. Neben seinen mediterranen Forschungsschwerpunkten, u. a. im marokkanischen Atlasgebirge, arbeitete er als Gastprofessor in Kalifornien über die geologischen Verhältnisse am Pazifik und im Sonderforschungsbereich Deformationsprozesse in den Anden der Deutschen Forschungsgemeinschaft. Hier leitete er von 1993 bis 1998 das Teilprojekt Beckenbildung bei unterschiedlichen Krustenenvironments.
Konrad Görler starb fünf Wochen nach seiner Ehefrau Gerda. Beide wurden gemeinsam auf dem Südwestkirchhof Stahnsdorf bestattet.

## Veröffentlichungen (Auswahl)
- Stratigraphie und Tektonik des südlichen und mittleren Abschnitts der Zone Sestri-Voltaggio einschließlich der angrenzenden Gebiete (Diss.), Berlin 1962
- Ein Olisthostrom in der Molise-Zone, In: Neues Jahrbuch für Geologie und Paläontologie, Bd. 129, Stuttgart 1967, S. 66–83